# Lamont Hamilton
Pour les articles homonymes, voir Hamilton.
Lamont Alexander Hamilton (né le 6 avril 1984 à Brooklyn, New York) est un joueur américain de basket-ball. Il évolue au poste de pivot.

## Formation
Né dans un quartier difficile de New York, Lamont donne la priorité, dès le lycée, au basketball. Il commence à porter durant 6 mois les couleurs de North Bridgton Academy (Maine) qu'il mène en demi-finale de la ligue locale (12 points et 8 rebonds par match).
S'ensuit un an et demi passé à la Milford Academy (Connecticut) pour 15 points et 9 rebonds par match.
Il revient ensuite à Brooklyn durant 2 ans au sein du Bishop Ford High School (New-York).
À la sortie du lycée, en hommage à son oncle, Lamont choisi de jouer pour la célèbre Saint John's University, université dont l'équipe de Basket-ball fait partie de la Big East Conference en NCAA, et joue au Madison Square Garden (antre des Knicks de New York).
À l'issue de son année senior (dernière année), il est sélectionné dans le premier cinq de la Big East Conference, All Big East First Team, et présente des statistiques de 13,4 points et 5,6 rebonds.

## Carrière professionnelle

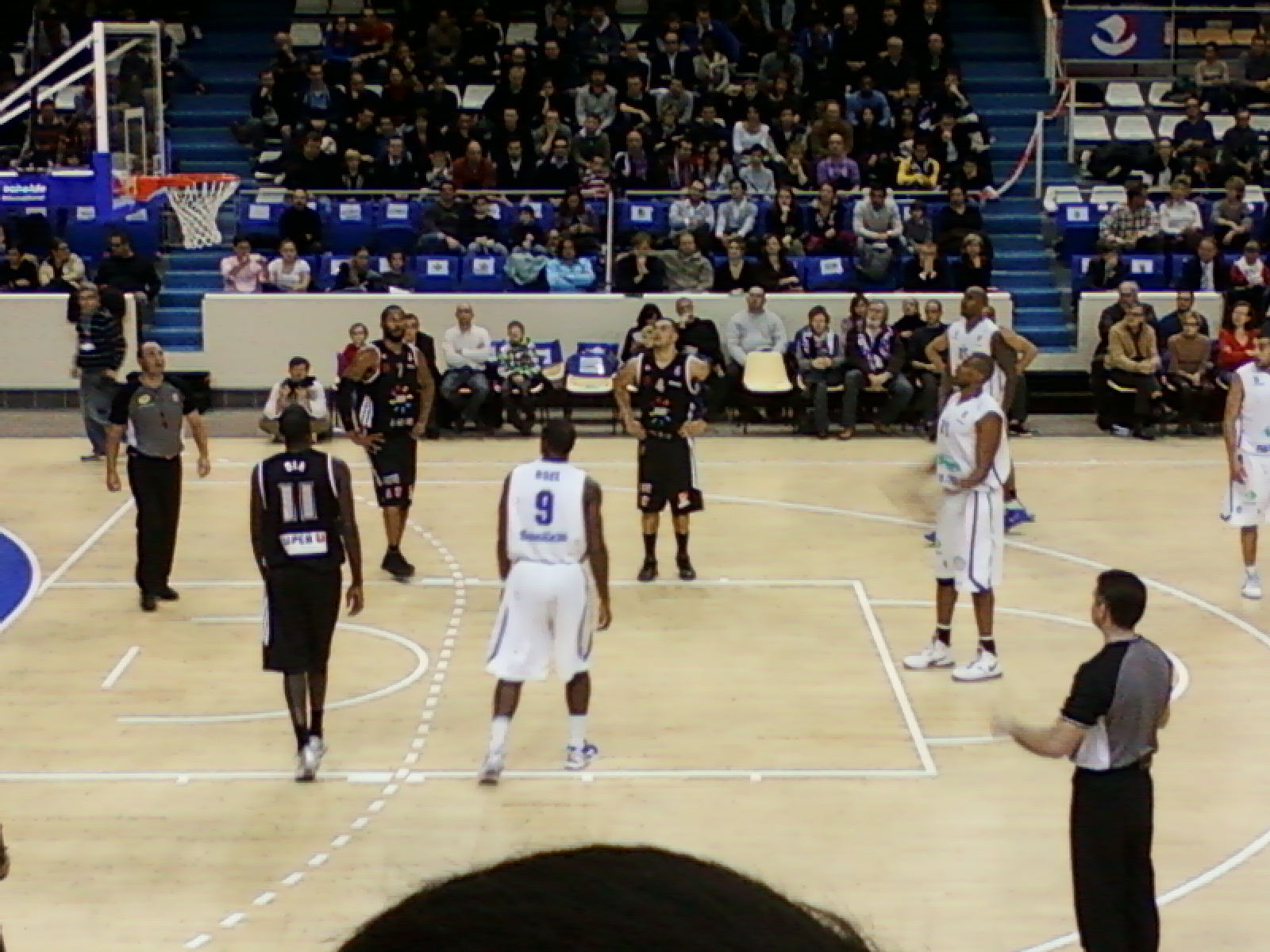
Lamont Hamilton tirant un lancer franc lors du match Paris Levallois - Dijon du 03 décembre 2011

Après son cursus universitaire en 2007, Lamont rejoint la seconde division espagnole, la LEB Oro au sein du club de l'ile de Majorque, le CB Inca et fait une bonne saison rookie, au sein d'une équipe n'étant pas parmi les favorites de la division (12,6 points, 6 rebonds en 26 minutes).
Pour la saison 2008-2009, il quitte une île espagnole pour une autre, et rejoint le Tenerife Baloncesto en LEB Oro, club dans lequel il confirme dans une équipe plus huppée, ce qu'on avait vu de lui avec le CB Inca (12,7 points, 7 rebonds en 24 minutes).
Il rejoint la Pro A et le Paris-Levallois pour la saison 2009-2010 (15 points, 7 rebonds et 16 d'évaluation pour 25 minutes de jeu). Dans son sillage et celui d'AD Vassallo, le Paris-Levallois se qualifie pour les playoffs en terminant septième avec un bilan équilibré de 15 victoires pour 15 défaites, alors que le club venait juste d'être promu de Pro B.
Sa compatibilité avec le pivot Jean-Baptiste Adolphe Michel est pour beaucoup dans la bonne marche de l'équipe qui termine à la septième place de la phase régulière puis échoue en quarts de finale des playoffs face au Mans.
Le 2 juillet 2010, Lamont Hamilton signe un nouveau contrat de 2 ans avec le club francilien. À la suite du départ d'AD Vassallo, il devient le joueur majeur de l'effectif.
Annoncé en Ukraine à Donetsk, il signe finalement en Espagne à Bilbao en juillet 2012.
En juin 2013, il signe un contrat avec Vitoria. En février 2014, il se blesse au pied gauche et doit manquer plusieurs semaines de compétition. Vitoria engage Lamar Odom en tant que pigiste médical d'Hamilton. De nouveau blessé en novembre 2014, il est remplacé pour un mois par Mirza Begić. En décembre 2014, il quitte l'équipe espagnole après avoir joué 47 matchs et manqué 39 rencontres à cause de ses blessures.
Le 31 décembre 2014, il signe en Russie au Krasny Oktyabr Volgograd pour le reste de la saison.
Le 22 juillet 2015, il signe en Turquie à Beşiktaş JK.

## Clubs successifs
- 2007-2008 :  CB Inca (LEB Oro)
- 2008-2009 :  Tenerife Baloncesto (|LEB Oro)
- 2009-2012 :  Paris-Levallois Basket (Pro A)
- 2012-2013 :  CBD Bilbao (Liga Endesa)
- 2013-2014 :  Saski Baskonia (Liga Endesa)
- 2015 :  Krasny Oktyabr Volgograd (VTB League)
- 2015-2016 :  Beşiktaş JK (TBL)
- 2016-2017 :  Ryukyu Golden Kings (B.League)
- 2018- :  Niigata Albirex BB (B.League)

## Palmarès

### En club
Finaliste de l'EuroCoupe 2012-2013 avec Bilbao

### Distinction personnelle
- Élu dans le meilleur cinq de la Big East Conference en 2007
- Participation au All-Star Game LNB 2011
- Élu dans le deuxième meilleur cinq de l'EuroCoupe 2012-2013[11].